# 桜間神社
桜間神社（さくらまじんじゃ）は、徳島県石井町にある神社。徳島県指定史跡の桜間の池跡があることで知られる。

## 祭神
- 木花開耶姫命

## 歴史
創建年は不詳。境内には池があり、鎌倉時代の『夫木和歌集』では、桜間の池は「鏡のように美しい池」と詠まれている。しかし、後に吉野川から流れ出た土砂で、池の規模が大きく縮小した。
桜間の池の美しさを後世に残す為、徳島藩主の蜂須賀斉昌は、1828年（文政11年）に石碑建立を命じ、約6千人を動員して海部郡東由岐（現在の美波町）の海岸から約75tの巨岩を運んだ。1969年（昭和44年）9月9日に「桜間の池跡（石碑）」が徳島県指定史跡に指定された。

## 交通
- JR徳島線「府中駅」より徒歩で約40分。